# Bermeries
Bermeries är en kommun i departementet Nord i regionen Hauts-de-France i norra Frankrike. Kommunen ligger i kantonen Bavay som tillhör arrondissementet Avesnes-sur-Helpe. År 2022 hade Bermeries 377 invånare.

## Befolkningsutveckling
Antalet invånare i kommunen Bermeries
| Referens: INSEE |